# 岡山県道21号岡山児島線
岡山県道21号岡山児島線（おかやまけんどう21ごう おかやまこじません）は、岡山県岡山市北区から倉敷市児島地域に至る県道（主要地方道）である。

## 概要

### 路線データ
- 本線
  - 起点： 岡山県岡山市北区東中央町（大雲寺交差点・国道30号・国道53号（国道180号重複）・岡山県道162号岡山倉敷線交点）
  - 終点： 岡山県倉敷市菰池一丁目（菰池中央交差点・国道430号交点）
- バイパス
  - 起点： 岡山県岡山市南区妹尾（妹尾西交差点・国道2号交点）
  - 終点： 岡山県岡山市南区内尾（岡山県道21号岡山児島線本線交点）
- 実延長： 36.7 km [1]

## 歴史

### 年表
- 1954年（昭和29年）
  - 1月29日 : 建設省告示第16号により岡山県道岡山下津井港線の一部が主要地方道岡山児島線に指定。
- 1993年（平成5年）
  - 5月11日 : 建設省告示第1270号により主要地方道再指定[2]。
- 2007年（平成19年）
  - 3月24日15時 : 妹尾 - 内尾バイパス開通[3]。

## 路線状況
岡山市中心部と倉敷市児島地域ならびに水島地域を結ぶ幹線道路として機能。起点から米倉交差点まで、ならびに妹尾西交差点から元浜口交差点付近までは改良されている区間である（妹尾西交差点から曽根西交差点までは暫定2車線区間）。元浜団地口交差点付近から菰池中央交差点までの主に倉敷市下津井地区を通る区間は、鷲羽山の中腹を海に沿って走る公園道路の様相を呈する。

### 通称
- 旧2号線 （岡山市北区 大供一丁目 - 野田五丁目） [注 1]
- 児島線
- 旧児島線（岡山市北区野田五丁目の野田西交差点を下中野方向に曲がる道が整備されて県道に指定されるまでの間に県道として指定されていた、ハローワーク岡山がある付近の野田交差点から岡山市北区下中野の岡山モール（ヤマダデンキテックランド岡山下中野店）とパチンコ屋があり、向かい側にBMW販売店がある信号機設置の交差点までの道路（岡山市道301000181号野田西古松線・岡山市道301000182号西古松下中野線）を指す）

### バイパス
- 妹尾 - 内尾バイパス（妹尾西交差点から大曲北西交差点）
  - 延長 2.9  km、幅員 20.0 m [4]。

### 重複区間
- 岡山県道162号岡山倉敷線（岡山市北区東中央町 - 岡山市北区野田五丁目・野田西交差点）
- 岡山県道152号倉敷妹尾線（岡山市南区大福・大福西交差点 - 岡山市南区妹尾・荒田交差点）
- 岡山県道74号倉敷飽浦線（岡山市南区中畦 - 岡山市南区曽根・曽根西交差点）
- 岡山県道22号倉敷玉野線（岡山市南区植松）
- 岡山県道62号玉野福田線（倉敷市林・郷内交差点 - 倉敷市曽原・水島インター西交差点）
- 岡山県道276号宇野津下之町線（倉敷市児島稗田町・稗田交差点 - 同・稗田南交差点）
- 国道430号（倉敷市児島小川町 - 倉敷市児島元浜町）

### 道路施設

#### トンネル
- 小川トンネル （おがわトンネル）
  - 倉敷市児島小川。延長 340 m [5]。

#### 主な橋梁
- 相生橋
  - 延長 133 m、幅員 7.5 m、笹ヶ瀬川に架橋[6]。
- 新稔橋
  - 延長 230 m、幅員 21.0 m、倉敷川に架橋[6]
- 興除跨線橋
  - 延長 250 m、幅員 8.0 m、JR瀬戸大橋線に架橋[6]
- 箕島跨線橋
  - 延長 330 m、幅員 8.0 m、JR瀬戸大橋線に架橋[6]

### 並行する旧街道
- 旧鴨方往来
  - 岡山藩六官道の一つ。国道2号（岡山市以西 - 広島県福山市）の原型[7]。本県道では通称「旧2号線」区間において並行。
- 旧金毘羅往来
  - 岡山藩六官道の一つ。岡山城下と下津井の湊を結ぶ。本県道および国道30号の原型[8]。
- 旧四国街道
  - 旧金毘羅往来を干拓地に通し、短絡化したもの。
- 旧下津井電鉄線路跡
  - 現在は、茶屋町児島自転車道となっている[9]。

### 交通量
| 区間                        | 観測地点                      | 交通量    | 交通量  | 混雑度 | 昼間平均旅行速度 | 昼間平均旅行速度 |
| 区間                        | 観測地点                      | 2010年    | 前回比  | 混雑度 | 上り             | 下り             |
| --------------------------- | ----------------------------- | --------- | ------- | ------ | ---------------- | ---------------- |
| 大雲寺交差点-大供交差点     | 岡山市北区表町三丁目22番22号  | 3万5587台 | -2226台 | 0.68   | 17.1 km/h        | 14.8 km/h        |
| 大供交差点-野田西交差点     | 岡山市北区厚生町一丁目7番19号 | 4万1326台 | -3399台 | 1.19   | 22.5 km/h        | 21.4 km/h        |
| 野田西交差点-下中野北交差点 | 岡山市北区大元上町            | 3万9306台 | +2815台 | 1.07   | 22.5 km/h        | 21.4 km/h        |
| 下中野北交差点-下中野交差点 | 岡山市北区大元上町            | 3万9306台 | -5419台 | 1.25   | 22.5 km/h        | 21.4 km/h        |
| 下中野-市道野田下中野線     | 岡山市南区西市434番地1        | 3万8706台 | +2215台 | 1.20   | 22.5 km/h        | 21.2 km/h        |
| 市道野田下中野線-米倉交差点 | 岡山市南区西市434番地1        | 3万8706台 | +2215台 | 1.23   | 22.5 km/h        | 21.2 km/h        |
| 米倉交差点-米倉南交差点     | 岡山市南区大福字鴨池19番地3   | 1万9051台 | +27台   | 1.53   | 22.5 km/h        | 21.4 km/h        |
| 米倉南交差点-大福西交差点   | 岡山市南区大福字鴨池19番地3   | 1万9051台 | +27台   | 1.53   | 15.7 km/h        | 25.7 km/h        |
| 大福西交差点-荒田交差点     | 岡山市南区妹尾2273番地        | 2万1700台 | +2676台 | 1.21   | 15.6 km/h        | 25.7 km/h        |
| 荒田交差点-汗入交差点       | 岡山市南区妹尾2273番地        | 2万1700台 | +2676台 | 1.29   | 19.9 km/h        | 27.5 km/h        |
| 汗入交差点-清戸交差点       | 岡山市南区箕島1320番地3       | 1万6363台 | +2364台 | 1.21   | 19.6 km/h        | 27.4 km/h        |
| 清戸交差点-県道21号バイパス | 岡山市南区箕島1320番地3       | 1万6363台 | +2364台 | 1.10   | 29.2 km/h        | 33.9 km/h        |
| 県道21号バイパス-県道74号   | 岡山市南区中畦20番地          | 1万8274台 | +4275台 | 1.11   | 43.4 km/h        | 42.2 km/h        |
| 県道74号-曽根西交差点       | 岡山市南区曽根311番地5        | 1万9400台 | +972台  | 1.32   | 35.2 km/h        | 36.5 km/h        |
| 曽根西交差点-新稔橋交差点   | 岡山市南区曽根311番地5        | 1万9400台 | +972台  | 1.32   | 33.4 km/h        | 31.9 km/h        |
| 新稔橋交差点-南区・倉敷市境 | 岡山市南区植松135番地         | 3万1499台 | +2228台 | 0.92   | 32.9 km/h        | 31.4 km/h        |
| 南区・倉敷市境-林交差点     | -                             | 2万7185台 | -2086台 | 0.89   | 49.0 km/h        | 30.5 km/h        |
| 林交差点-郷内交差点         | 倉敷市林                      | 3万5414台 | +6143台 | 1.38   | 43.5 km/h        | 26.7 km/h        |
| 郷内交差点-水島IC           | 倉敷市曽原439番地             | 2万7770台 | -9425台 | 0.90   | 32.6 km/h        | 49.9 km/h        |
| 水島IC-水島インター西交差点 | 倉敷市曽原439番地             | 2万7770台 | -9425台 | 0.90   | 55.5 km/h        | 17.9 km/h        |
| 水島インター西-稗田交差点   | 倉敷市児島稗田町              | 3万0919台 | +560台  | 1.38   | 38.0 km/h        | 39.3 km/h        |
| 稗田交差点-中山団地北交差点 | 倉敷市児島稗田町              | 3万0919台 | +560台  | 1.38   | 33.8 km/h        | 42.5 km/h        |
| 中山団地北-児島支所東交差点 | 倉敷市児島稗田町              | 3万0919台 | +560台  | 1.38   | 48.1 km/h        | 36.0 km/h        |
| 児島支所東-元浜団地口交差点 | 倉敷市児島元浜町              | 1万1028台 | +312台  | 0.53   | 33.5 km/h        | 23.8 km/h        |
| 元浜団地口交差点-県道393号  | 倉敷市児島元浜町              | 4109台    | +103台  | 0.31   | 33.7 km/h        | 38.5 km/h        |
| 県道393号-菰池中央交差点    | 倉敷市児島元浜町              | 3753台    | -253台  | 0.39   | 18.0 km/h        | 18.0 km/h        |
| バイパス                    |                               |           |         |        |                  |                  |
| 妹尾西交差点-県道151号      | 岡山市南区箕島2090番地        | 1万1371台 | +4355台 | 0.94   | 5.0 km/h         | 32.7 km/h        |
| 県道151号-県道152号         | 岡山市南区箕島2090番地        | 1万1371台 | -       | 0.94   | 23.1 km/h        | 40.1 km/h        |
| 県道152号-県道21号本線      | 岡山市南区箕島2090番地        | 1万1371台 | -       | 0.94   | 26.6 km/h        | 42.3 km/h        |
| 本線平均                    | 本線平均                      | 2万5597台 | +70台   | 1.10   | 30.1 km/h        | 28.8 km/h        |

## 地理

### 通過する自治体
- 岡山市（北区 - 南区）
- 倉敷市

### 交差する道路

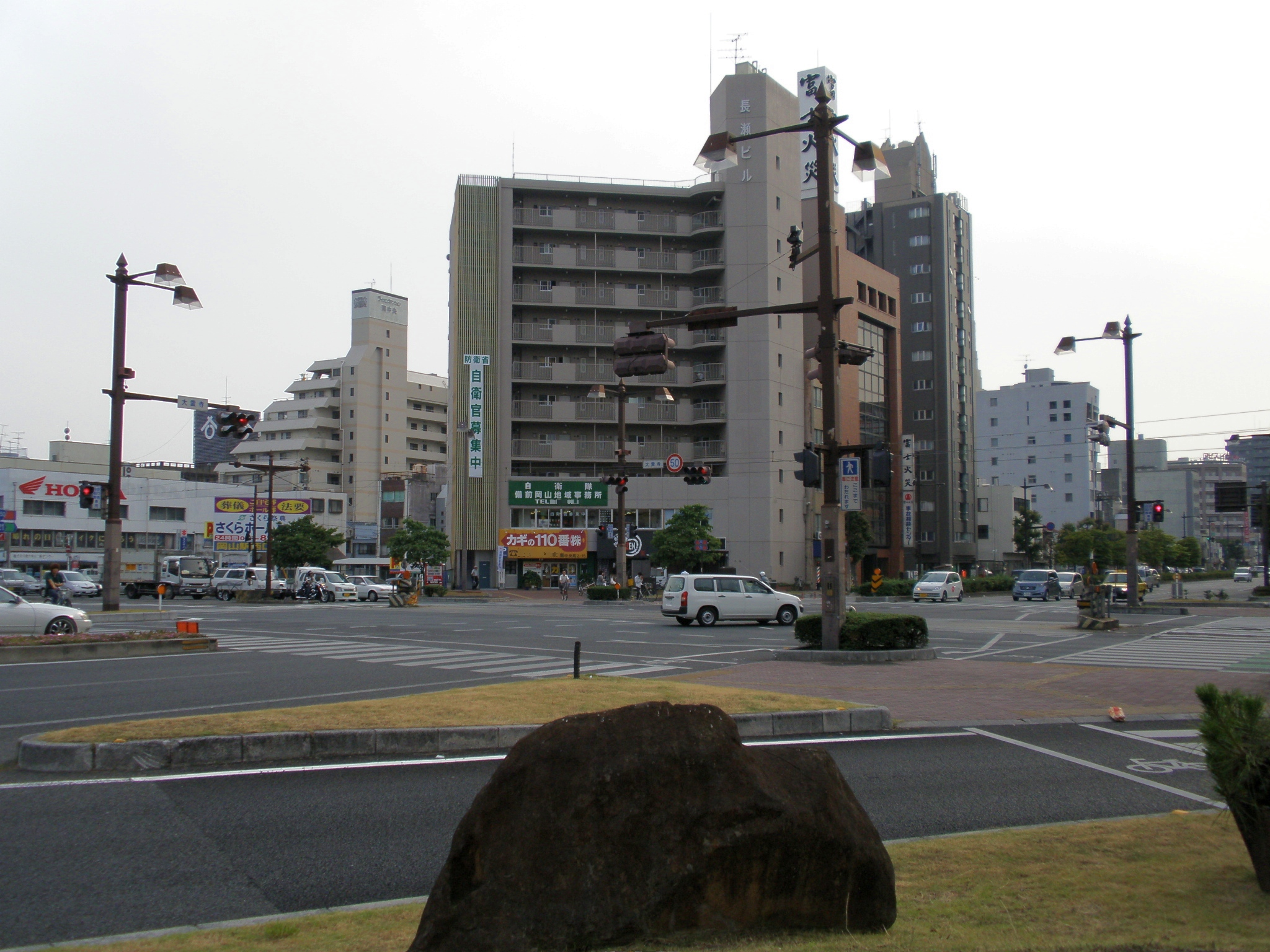
起点の大雲寺交差点

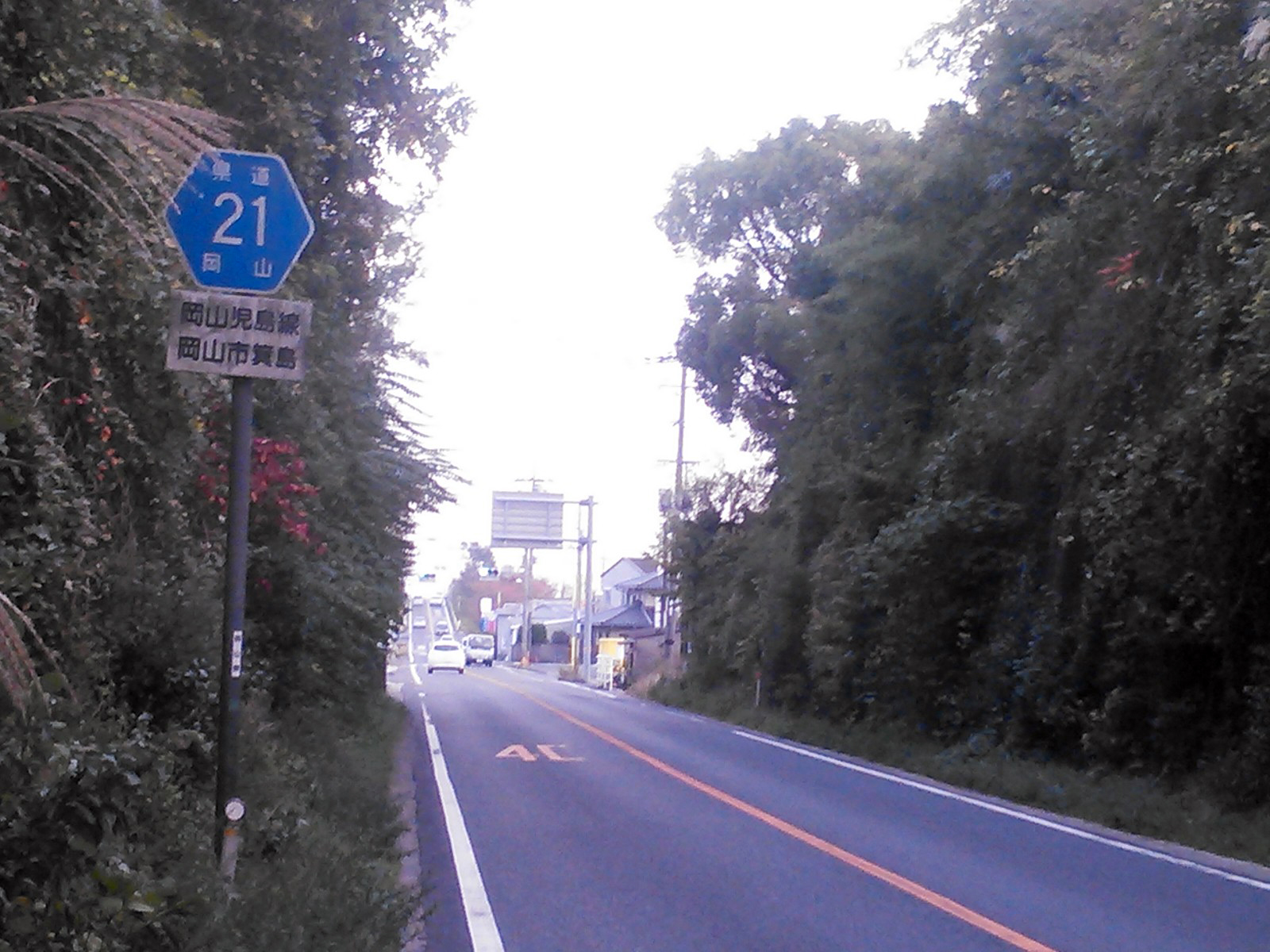
岡山市南区箕島地区の本線

本県道と交差する道路のうち、瀬戸中央自動車道とは水島IC以南において、接続を伴わない交差が3箇所存在。すべて同自動車道の下をくぐる形となる。
| 交差する道路                                                                               | 市町村名 | 市町村名 | 交差する場所                  | 交差する場所                     |
| ------------------------------------------------------------------------------------------ | -------- | -------- | ----------------------------- | -------------------------------- |
| 国道30号 国道53号 国道180号 国道250号                                                      | 岡山市   | 北区     | 東中央町                      | 大雲寺交差点 / 起点              |
| 岡山市道101000139号富田町富田線 岡山市道301000067号岩田町大学町線                          | 岡山市   | 北区     | 南中央町 大供（だいく）1丁目  |                                  |
| 岡山県道173号大元停車場線 岡山市道101000104号南方柳町線                                    | 岡山市   | 北区     | 大供1丁目                     | 大供交差点                       |
| 岡山市道101000106号いずみ町青江線                                                          | 岡山市   | 北区     | 厚生町（こうせいちょう）2丁目 | 厚生町交差点                     |
| 岡山市道301000181号野田西古松線                                                            | 岡山市   | 北区     | 野田1丁目                     | 野田交差点                       |
| 岡山県道162号岡山倉敷線 岡山県道236号巌井野田線                                            | 岡山市   | 北区     | 野田5丁目                     | 野田西交差点                     |
| 岡山市道101000103号今野田線 岡山市道301000184号西古松西町西古松一丁目線                    | 岡山市   | 北区     | 西古松西町                    | 西古松西町交差点                 |
| 岡山市道101000127号田中西古松2号線                                                         | 岡山市   | 北区     | 大元1丁目                     | 大元1丁目交差点 大元一丁目交差点 |
| 岡山県道174号大元停車場上中野線                                                            | 岡山市   | 北区     | 大元1丁目                     | 宗忠神社前交差点                 |
| 岡山市道101000114号田中西古松線                                                            | 岡山市   | 北区     | 下中野                        | 下中野北交差点                   |
| 岡山市道301000182号西古松下中野線                                                          | 岡山市   | 北区     | 下中野                        | 下中野交差点                     |
| 岡山市道101000115号今西市線                                                                | 岡山市   | 南区     | 西市                          | 西市交差点                       |
| 国道2号 / 岡山バイパス                                                                     | 岡山市   | 南区     | 米倉（よねぐら）              | 米倉交差点                       |
| 岡山県道214号洲崎米倉線                                                                    | 岡山市   | 南区     | 米倉                          |                                  |
| 岡山県道244号当新田中仙道線                                                                | 岡山市   | 南区     | 当新田（とうしんでん）        | 米倉南交差点                     |
| 岡山市道100000081号大福藤田線                                                              | 岡山市   | 南区     | 大福（おおふく）              | 大福交差点                       |
| 国道180号 / 岡山環状南道路未供用                                                           | 岡山市   | 南区     | 大福                          |                                  |
| 岡山県道152号倉敷妹尾線 重複区間起点                                                       | 岡山市   | 南区     | 大福                          | 大福西交差点                     |
| 岡山県道152号倉敷妹尾線 重複区間終点                                                       | 岡山市   | 南区     | 妹尾（せのお）                | 荒田交差点                       |
| 岡山県道151号妹尾吉備線                                                                    | 岡山市   | 南区     | 妹尾                          | 汗入（あせり）交差点             |
| 岡山県道152号倉敷妹尾線                                                                    | 岡山市   | 南区     | 箕島（みしま）                | 清戸（せいど）交差点             |
| 岡山市道310000033号内尾西畦線                                                              | 岡山市   | 南区     | 内尾                          | 大曲北交差点                     |
| 岡山県道21号岡山児島線 / バイパス                                                          | 岡山市   | 南区     | 内尾                          |                                  |
| 岡山県道74号倉敷飽浦線 重複区間起点                                                        | 岡山市   | 南区     | 中畦（なかうね）              |                                  |
| 岡山県道74号倉敷飽浦線 重複区間終点                                                        | 岡山市   | 南区     | 曽根                          | 曽根西交差点                     |
| 岡山県道22号倉敷玉野線 重複区間起点                                                        | 岡山市   | 南区     | 植松                          | 新稔橋交差点                     |
| 岡山県道22号倉敷玉野線 重複区間終点                                                        | 岡山市   | 南区     | 植松                          |                                  |
| 岡山県道165号藤戸早島線                                                                    | 倉敷市   | 倉敷市   | 林                            | 林交差点                         |
| 倉敷市道3008号茶屋児島自転車道1号線 重複区間起点                                           | 倉敷市   | 倉敷市   | 林                            |                                  |
| 岡山県道62号玉野福田線 重複区間起点                                                        | 倉敷市   | 倉敷市   | 林                            | 郷内交差点                       |
| E30 瀬戸中央自動車道 倉敷市道3008号茶屋児島自転車道1号線 重複区間終点                      | 倉敷市   | 倉敷市   | 曽原（そばら）                | 2 水島IC                         |
| 岡山県道62号玉野福田線 重複区間終点 倉敷市道1010号船倉曽原線 倉敷市道1047号粒江福江線 重複 | 倉敷市   | 倉敷市   | 曽原                          | 水島インター西交差点             |
| 倉敷市道3009号茶屋児島線 重複区間起点                                                      | 倉敷市   | 倉敷市   | 福江                          |                                  |
| 倉敷市道3009号茶屋児島線 重複区間終点 倉敷市道3010号茶屋児島自転車道2号線 重複区間起点     | 倉敷市   | 倉敷市   | 福江                          |                                  |
| 倉敷市道3010号茶屋児島自転車道2号線 重複区間終点                                           | 倉敷市   | 倉敷市   | 児島稗田町                    |                                  |
| 岡山県道276号宇野津下之町線 重複区間起点                                                   | 倉敷市   | 倉敷市   | 児島稗田町                    | 稗田交差点                       |
| 岡山県道276号宇野津下之町線 重複区間終点                                                   | 倉敷市   | 倉敷市   | 児島稗田町                    | 稗田南交差点                     |
| 岡山県道268号白尾塩生線                                                                    | 倉敷市   | 倉敷市   | 児島上の町2丁目               | 中山団地北交差点                 |
| 国道430号 重複区間起点                                                                     | 倉敷市   | 倉敷市   | 児島小川町                    | 児島支所東交差点                 |
| 国道430号 重複区間終点                                                                     | 倉敷市   | 倉敷市   | 児島元浜町                    | 元浜団地口交差点                 |
| 岡山県道393号鷲羽山公園線                                                                  | 倉敷市   | 倉敷市   | 下津井田之浦1丁目             |                                  |
| 風の道                                                                                     | 倉敷市   | 倉敷市   | 下津井4丁目                   |                                  |
| 岡山県道393号鷲羽山公園線                                                                  | 倉敷市   | 倉敷市   | 下津井                        |                                  |
| 国道430号                                                                                  | 倉敷市   | 倉敷市   | 菰池（こもいけ）1丁目         | 菰池中央交差点 / 終点            |
| バイパス                                                                                   |          |          |                               |                                  |
| 国道2号 / 岡山バイパス 岡山県道151号妹尾吉備線 重複区間起点                                | 岡山市   | 南区     | 妹尾                          | 妹尾西交差点                     |
| 岡山県道151号妹尾吉備線 重複区間終点                                                       | 岡山市   | 南区     | 妹尾                          |                                  |
| 岡山県道152号倉敷妹尾線                                                                    | 岡山市   | 南区     | 箕島                          |                                  |
| 岡山県道21号岡山児島線 / 現道                                                              | 岡山市   | 南区     | 内尾                          | バイパス終点                     |

### 沿線

#### 主な施設・名所
- 西川緑道公園
- 岡山市役所
- 岡山市北区役所
- KSB瀬戸内海放送 岡山本社
- RNC西日本放送 岡山本社
- 宗忠神社
- JR備前西市駅
- JR備中箕島駅
- JR彦崎駅
- JR植松駅
- 熊野神社
- 五流尊瀧院
- 上の町駅
- 倉敷市役所 児島支所
- 児島駅
- 児島競艇場
- 鷲羽山
  - 鷲羽山不動明王（久須美鼻）【北緯34度25分50.5秒 東経133度49分14.5秒 / 北緯34.430694度 東経133.820694度】
- 瀬戸大橋
- 下津井港
- むかし下津井回船問屋